# Parc Güell
Pour les articles homonymes, voir Güell.
Le parc Güell est l'une des réalisations de l'architecte catalan Antoni Gaudí à Barcelone qui figure sur la liste du patrimoine mondial de l'UNESCO. Il fut édifié entre 1900 et 1914. Les architectes José Antonio Martínez Lapeña et Elías Torres l'ont restauré de 1984 à 1993. Cette restauration a donné lieu à des polémiques notamment concernant l'habillage en céramique du banc de forme ondulée de la terrasse du Parc Güell.

## Origine et construction du parc
Celui-ci devait être à l'origine une cité-jardin que le mécène de Gaudi, Eusebi Güell, lui avait demandé d'édifier sur une colline au nord-ouest de la ville (El Carmel). Conçue sur le modèle anglais (son nom initial était Park Güell et non Parque Güell), elle devait comporter une chapelle et 60 maisons. Mais le coût de construction augmenta dans de telles proportions que seules furent achevées quatre maisons et le parc. Les travaux prirent fin en 1914. Le parc devint propriété de la ville de Barcelone en 1923.
Le parc Güell fut inscrit sur la liste du patrimoine mondial de l'Unesco en 1984 pour sa contribution au développement de l'architecture et des techniques de construction à la fin du XIXe siècle et au début de XXe siècle.

## Description

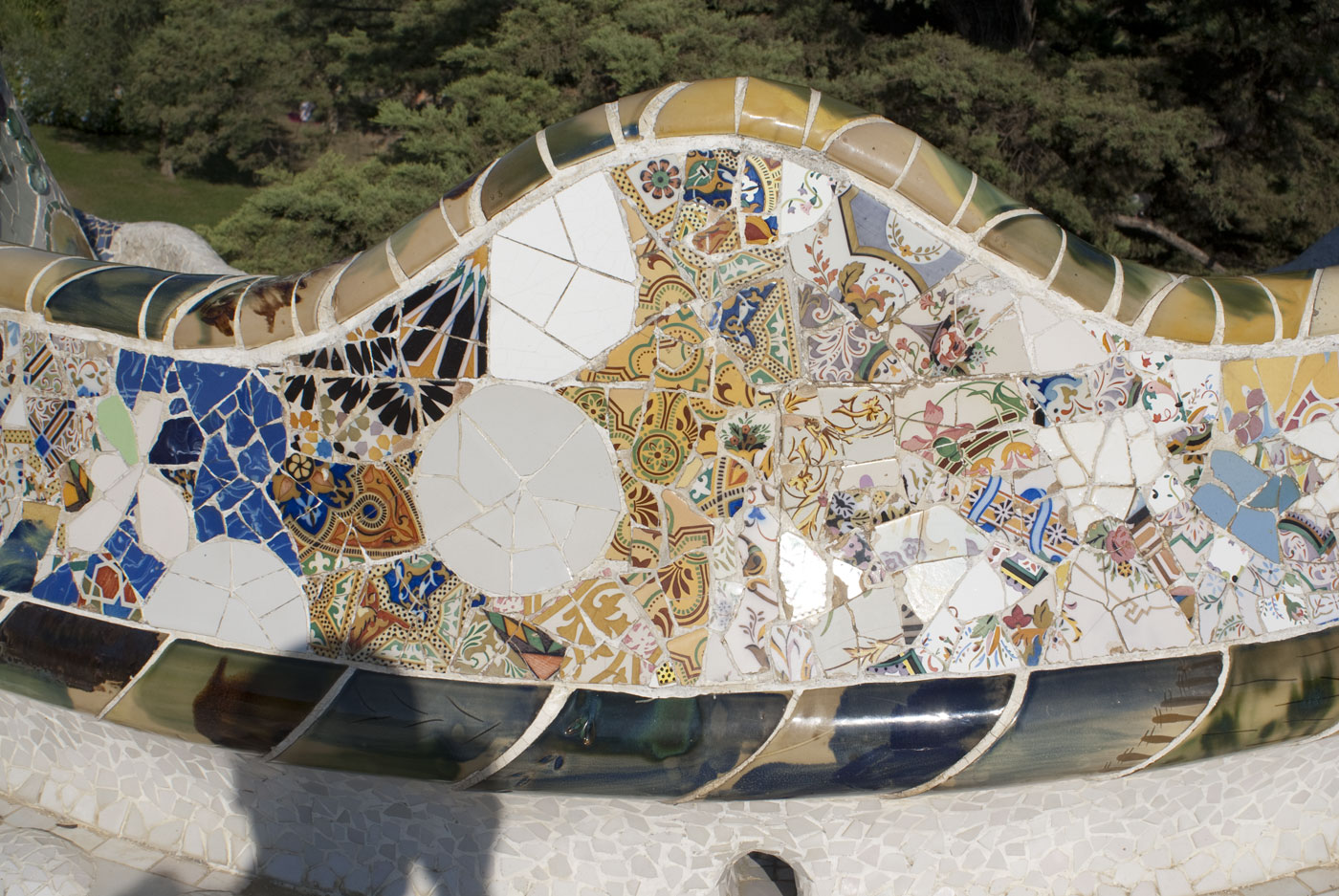
Trencadis décorant le banc ondulé situé sur la place.

Gaudí s'est efforcé de conserver le relief naturel et, laissant libre cours à son imagination, a produit une œuvre originale tout en courbes qui s'intègre à la nature et la reproduit (Modernisme), les colonnes des allées simulant par exemple des troncs d'arbres. L'architecte voulait un quartier résidentiel chargé de symboles de la Catalogne et du Christianisme.
Le parc Güell, est avant tout un jardin, seules quelques constructions à l'intérieur du parc ayant été achevées, comme les deux maisons en forme de champignon encadrant l'entrée. Une fois le portail passé, le visiteur se trouve devant des escaliers avec des îlots-fontaine au centre, en particulier l'emblématique fontaine en forme de salamandre. La dénivellation des escaliers est de 8,10 m. Il y a quatre volées, trois de onze marches et une de douze, séparées par trois fontaines aux formes organiques.
Sur la première fontaine, on retrouve un cercle, symbolisant le monde, et un compas gradué, outil d'architecte, entremêlés à des imitations de troncs à travers lesquels l'eau s'écoule. Il semble évoquer le lieu-dit « Argenterie » dans le défilé de Collegats (ca) creusé par la rivière Noguera Pallaresa. La deuxième fontaine représente une tête du serpent Nehushtan sortant du drapeau catalan, référence à la légende de Saint Georges très présente dans les héraldiques catalans depuis Pierre le Cérémonieux, et utilisé par Gaudi dans la Casa Batlló. Enfin, c'est à la troisième fontaine, la plus connue, qu'on retrouve un dragon symbole du feu qui est interprété comme la salamandre emblème de Nîmes[Information douteuse], ville où Gaudi passa une partie de sa jeunesse et dont les Jardins de la Fontaine lui inspirèrent ce parc.
En haut de ces escaliers, on accède à la salle hypostyle aux cent colonnes doriques, qui n'en compte en fait que 86. La salle devait servir de marché et fait référence à une forêt. Les colonnes (6 m de haut et 1,20 m de diamètre, avec une base recouverte de trencadis) et la voûte sont construites de telle sorte que l'eau de pluie soit récupérée dans des citernes situées sous le marché pour permettre l'arrosage gratuit et écologique des jardins, ainsi que l'alimentation des fontaines. La voûte de la salle est décorée de quatre soleils en céramique de 3 m de diamètre.
En longeant la salle, le visiteur arrive sur "La place de la nature"  avec le plus long banc ondulé du monde (110 m). Ce banc est remarquable : assis dans une boucle, on est à la fois dans un espace intime et ouvert sur les voisins, et sur la place, lieu de rencontres très apprécié. Cette vaste place que Gaudí a conçue à l'image des agoras antiques, mesure 86 m de long par 43 m de large.
La place initialement prévue pour un marché qui n'a jamais été établi attire de nombreux marchands à la sauvette.
Le trencadis - une technique de mosaïque utilisant des morceaux cassés et dépareillés de faïence ou de verre de couleur - est abondamment utilisée sur les bâtiments, les fontaines, le banc principal et d'autres constructions du parc.
Les monuments du calvaire imitant un talayot, construction préhistorique des Baléares, ont été construits sur l'emplacement prévu pour la chapelle. Le Calvaire qui est le plus haut point de la colline se compose de trois croix dont la plus grande représentant Jésus. Elles sont disposées en direction des points cardinaux.
Gaudí a construit une série de viaducs piétons dans le parc, mais ils sont assez larges pour le passage des voitures.
La maison-musée de Gaudí, dans le parc Güell a été construite par Francesc Berenguer, un collaborateur de Gaudí. Gaudí y vécut jusqu'en 1925. Ce musée comprend une importante collection d’œuvres de Gaudí et de certains de ses employés. Il est réparti sur trois étages dont deux consacrés à Gaudí. Au rez-de-chaussée se trouve une exposition de meubles conçus par Gaudí pour les maisons Batlló et Calvet et au premier étage le bureau et la chambre de l'artiste.

## Galerie de photographies

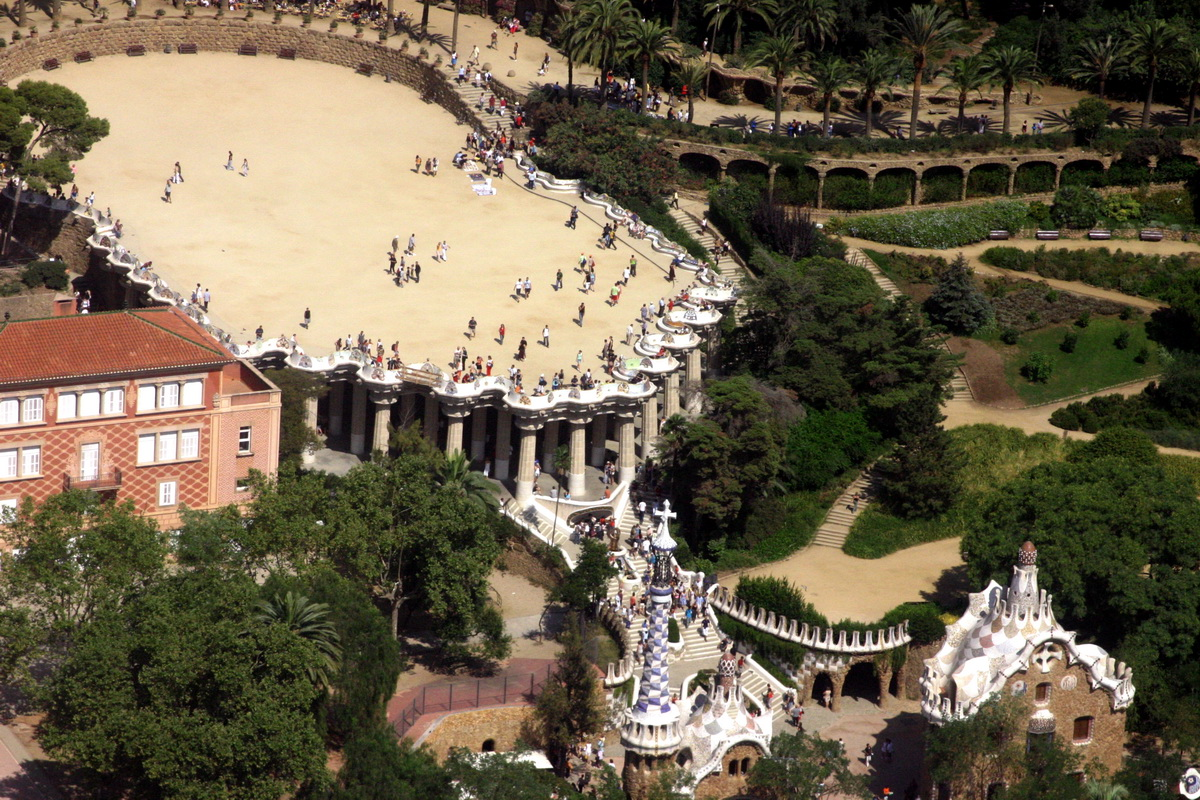
Vue aérienne.
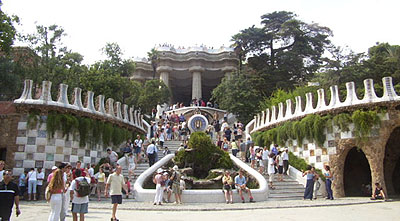
Vue depuis l'entrée du parc.
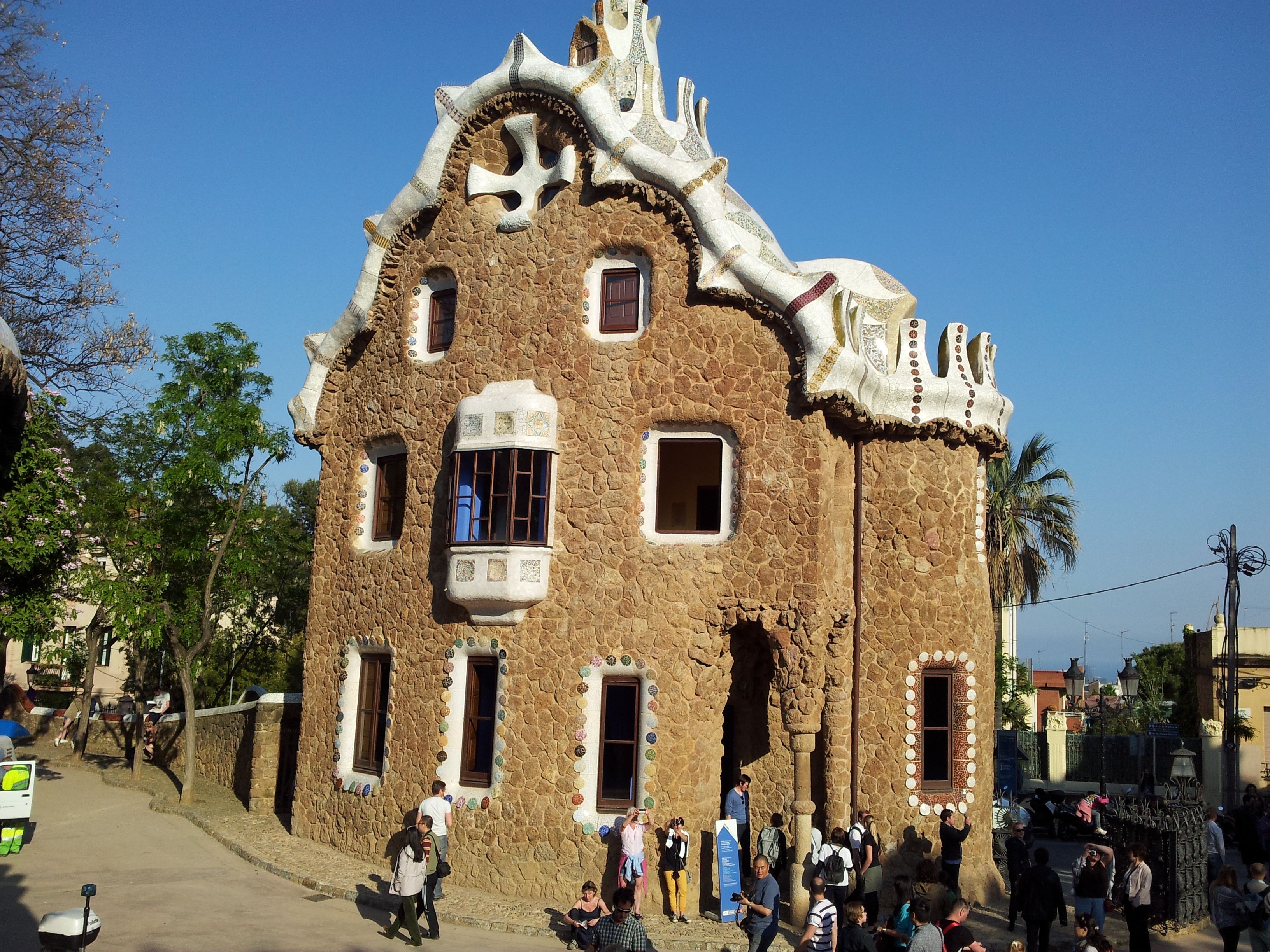
Un des pavillons de l'entrée (la conciergerie).
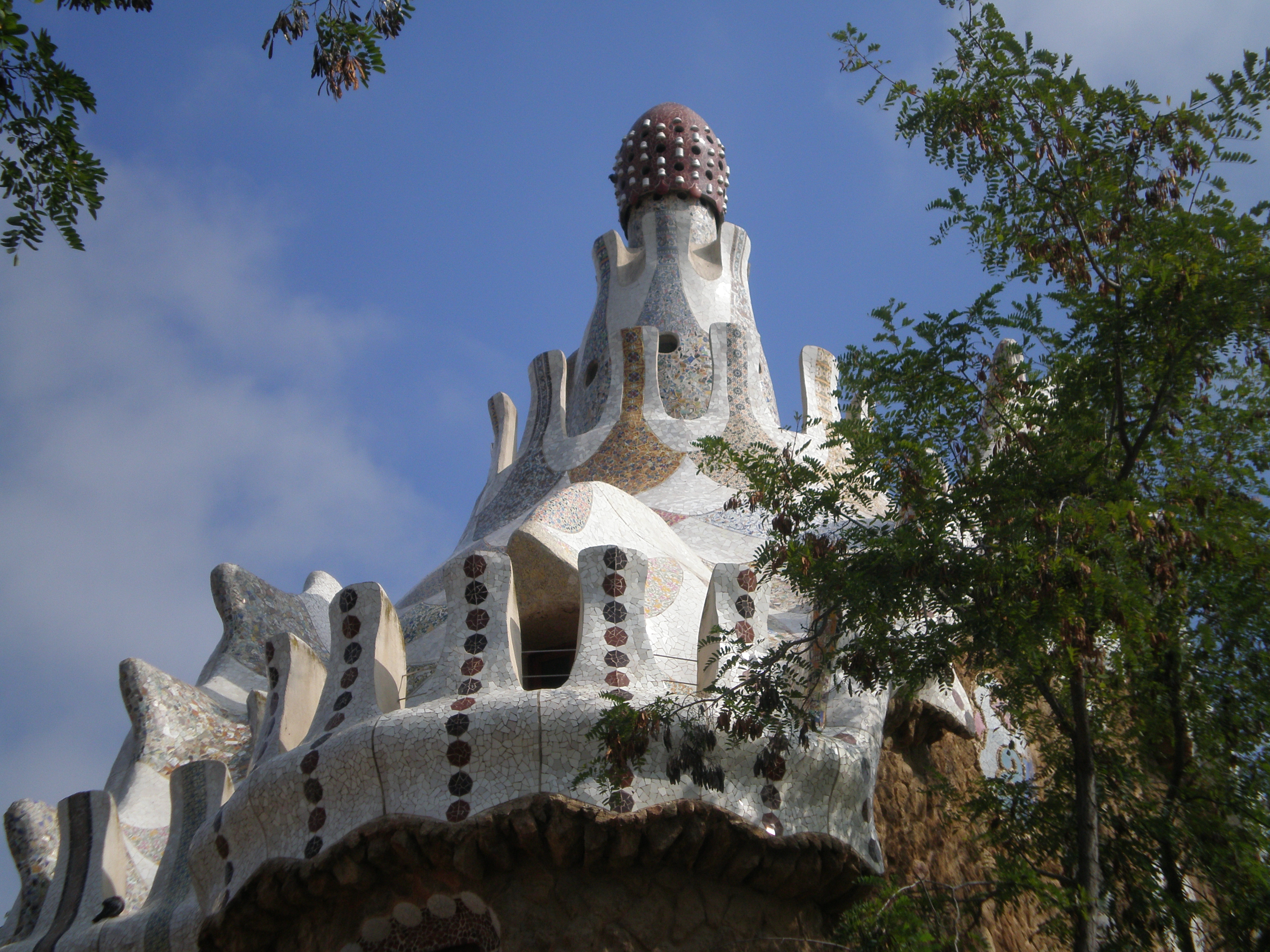
Toiture et cheminées du pavillon.
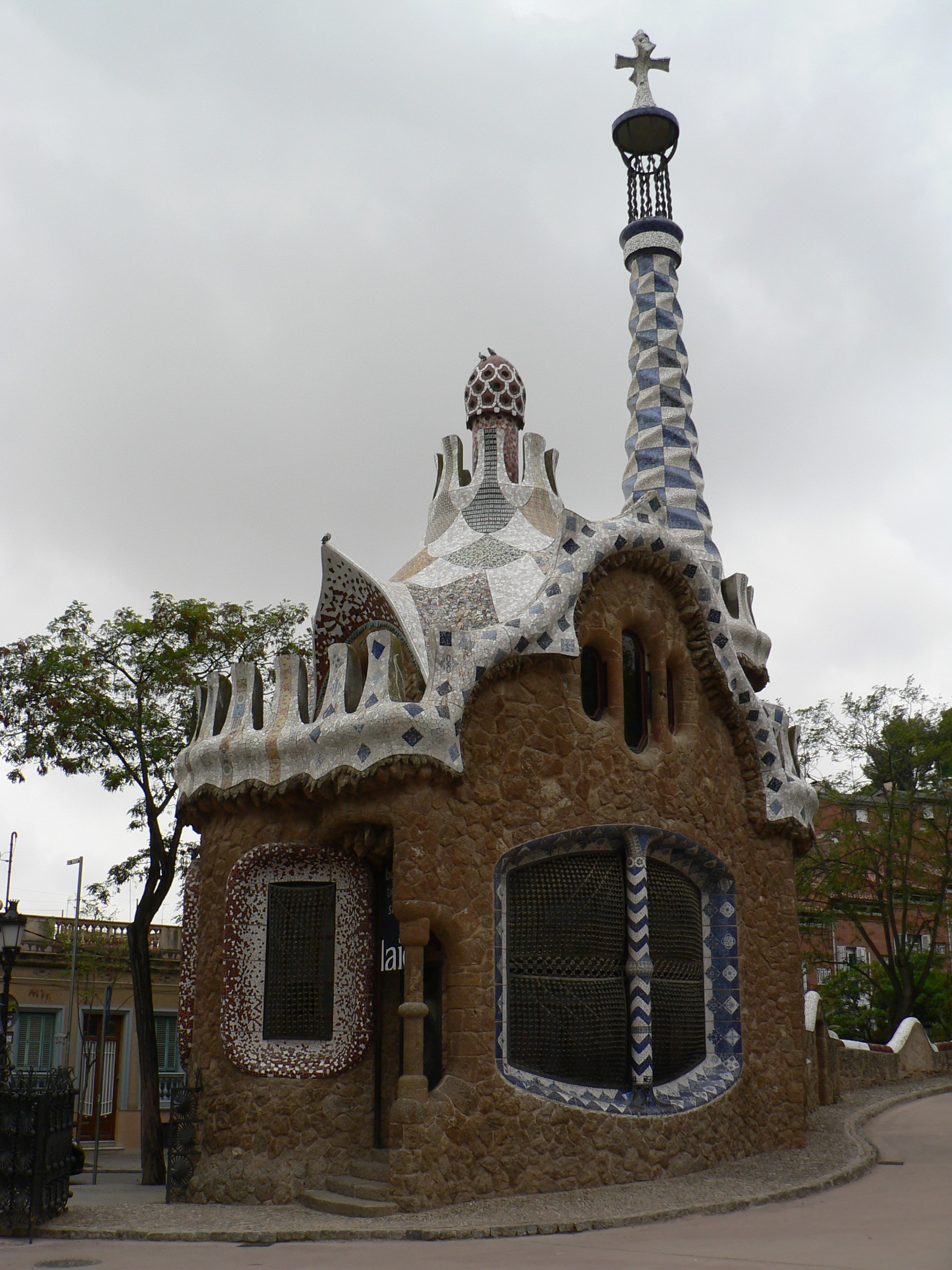
L'autre pavillon de l'entrée (l'administration).
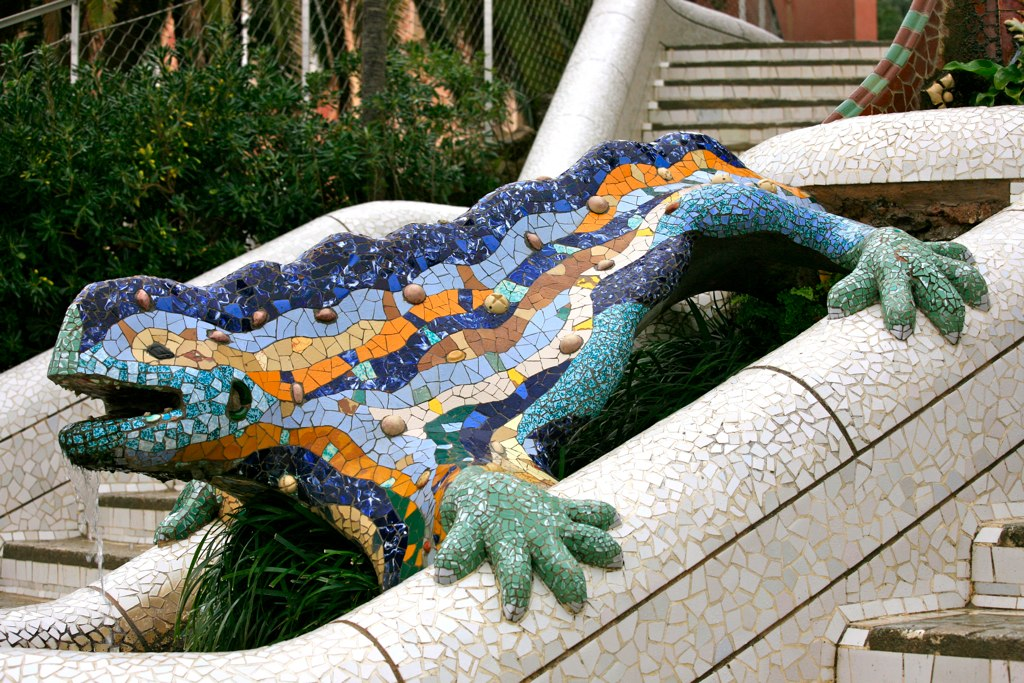
Une salamandre fantastique, un des symboles de Barcelone, décoré de trencadis.
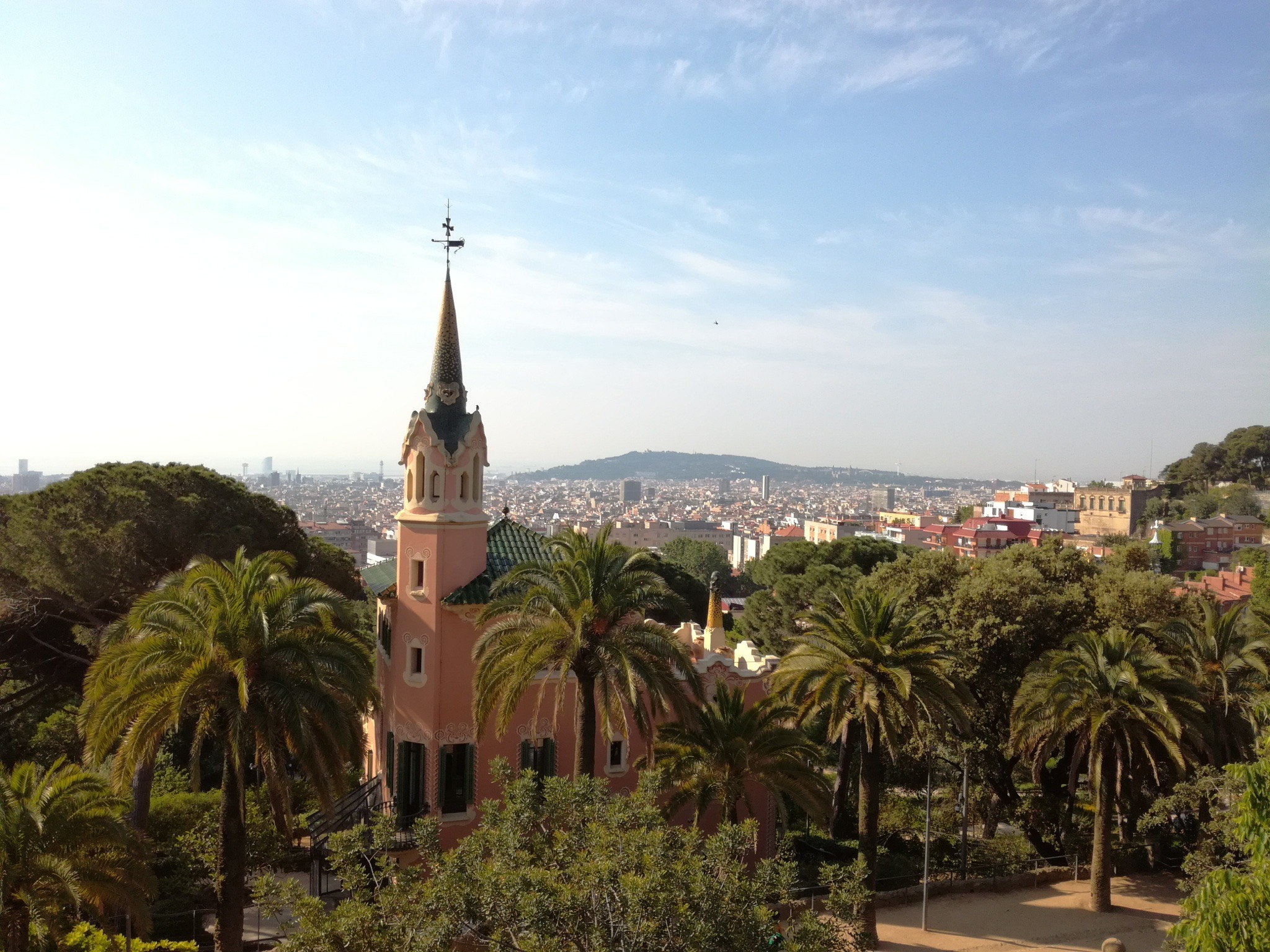
Maison-musée Gaudi.
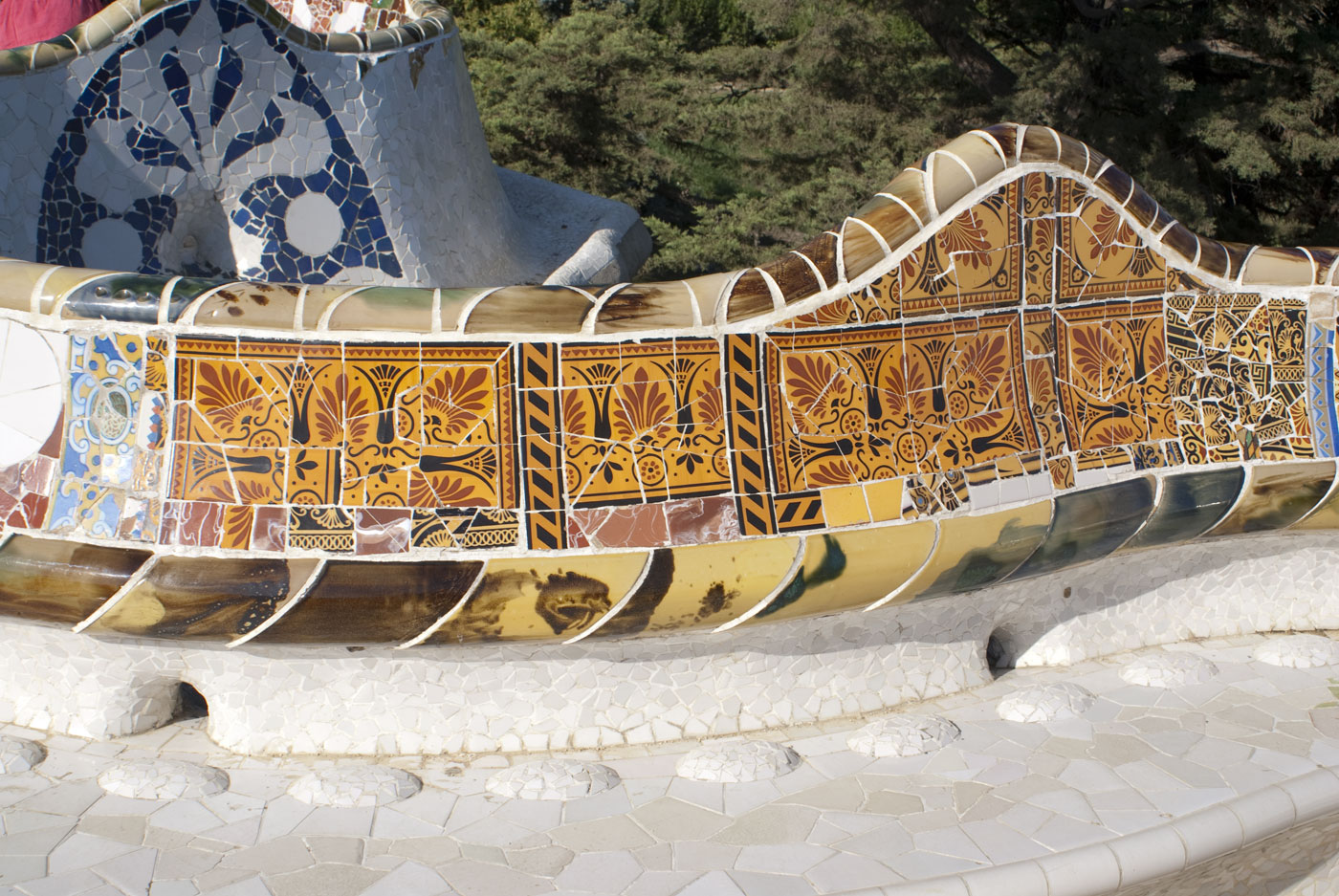
Trencadis (céramiques de récupération).
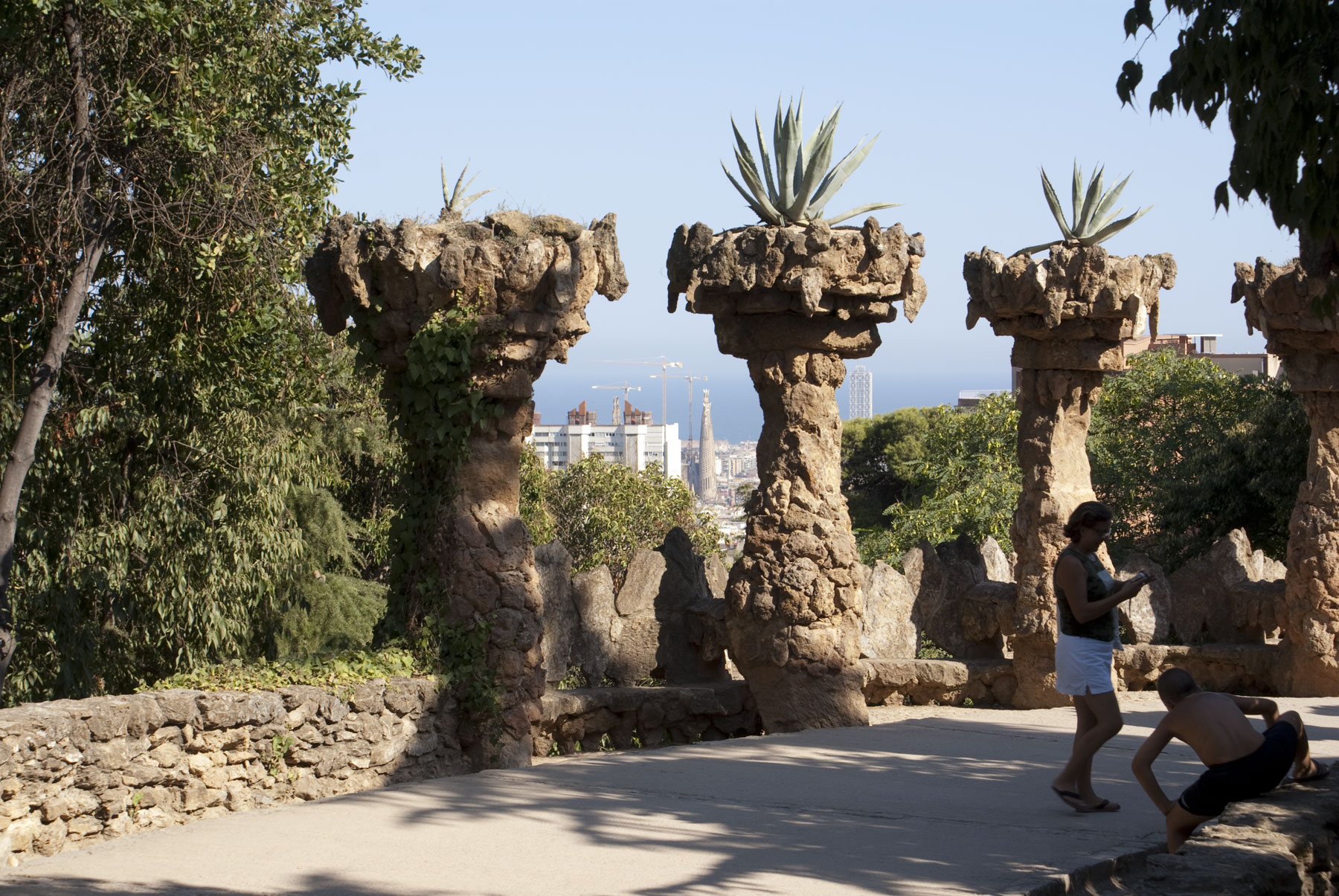
Vue sur la mer et la Sagrada Familia.
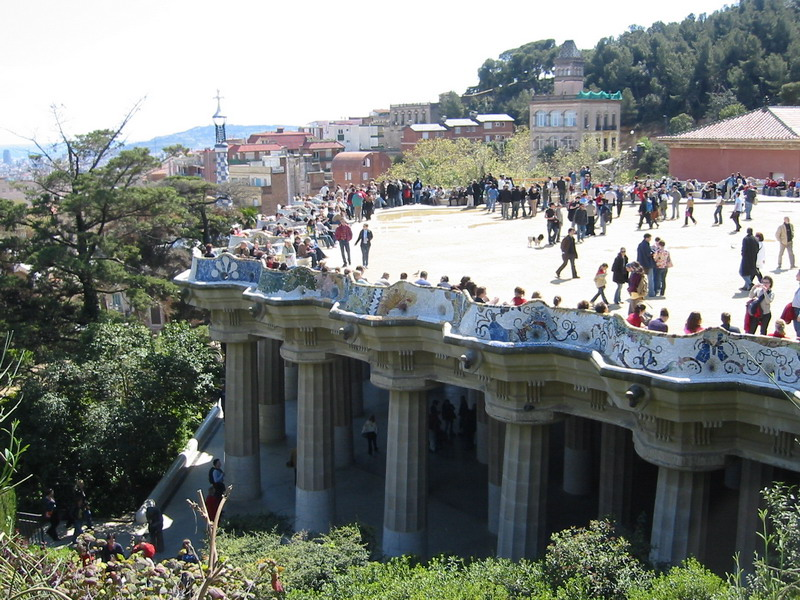
Vue sur le banc et la terrasse.
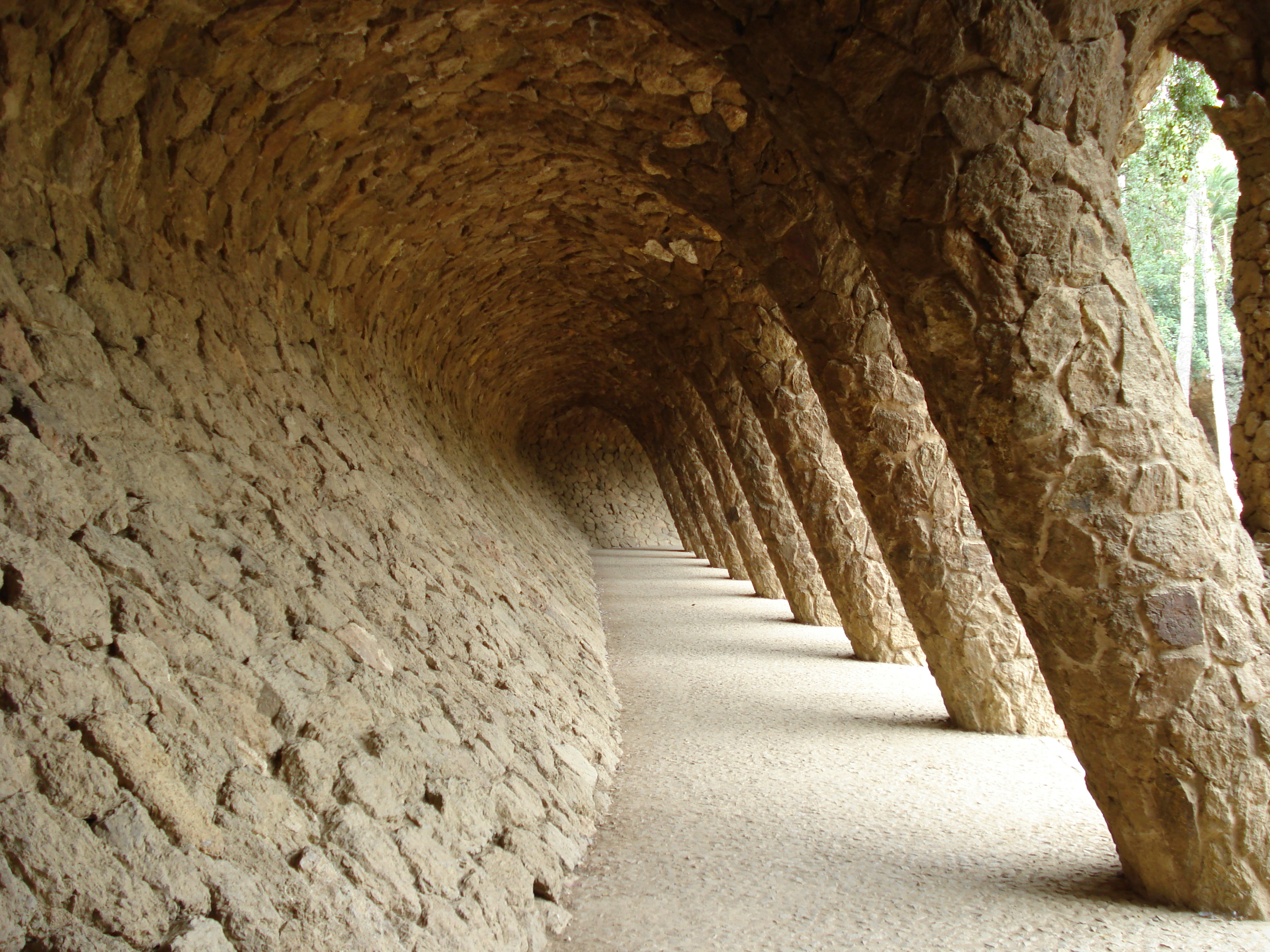
Viaduc.
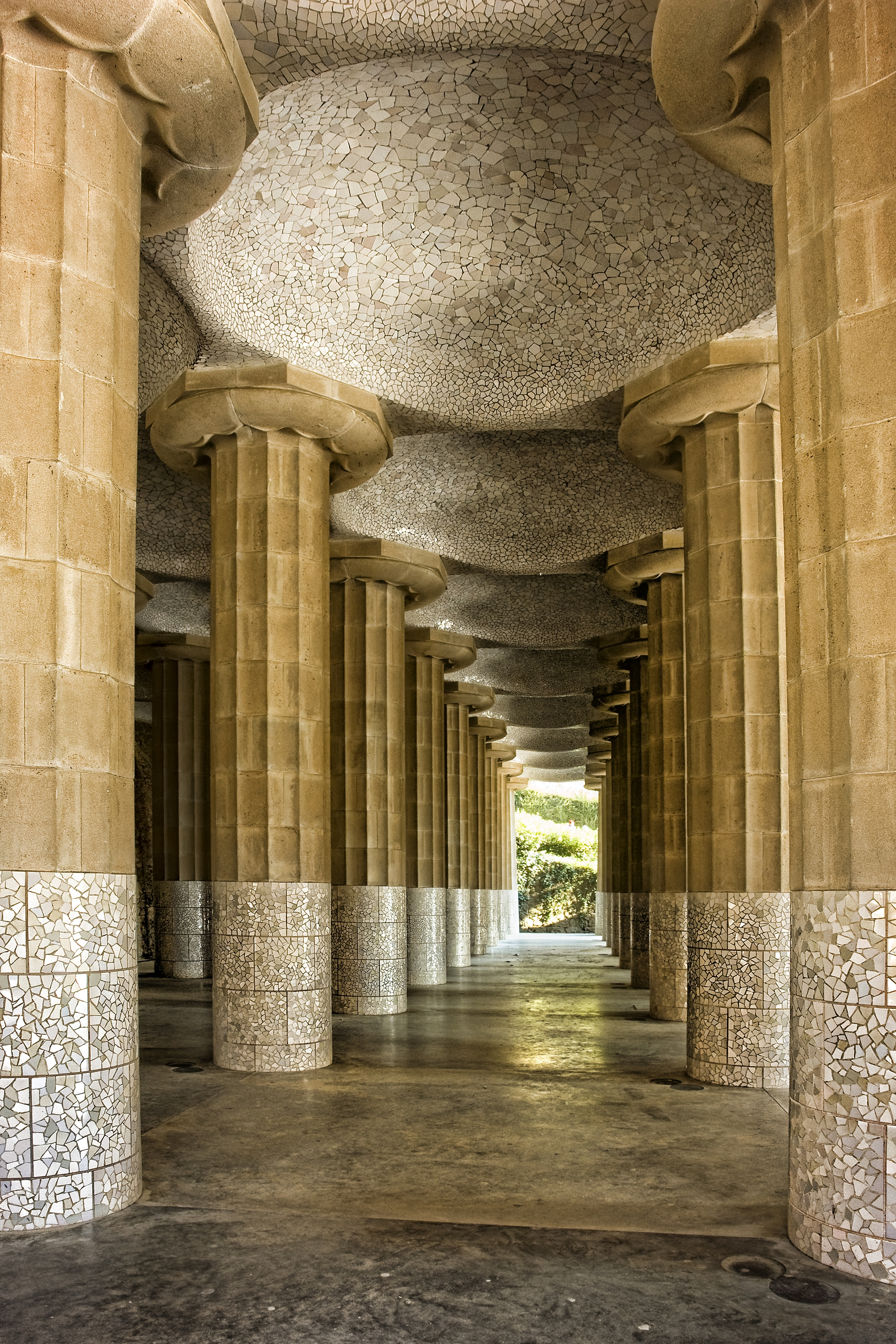
Le marché aux colonnes doriques.
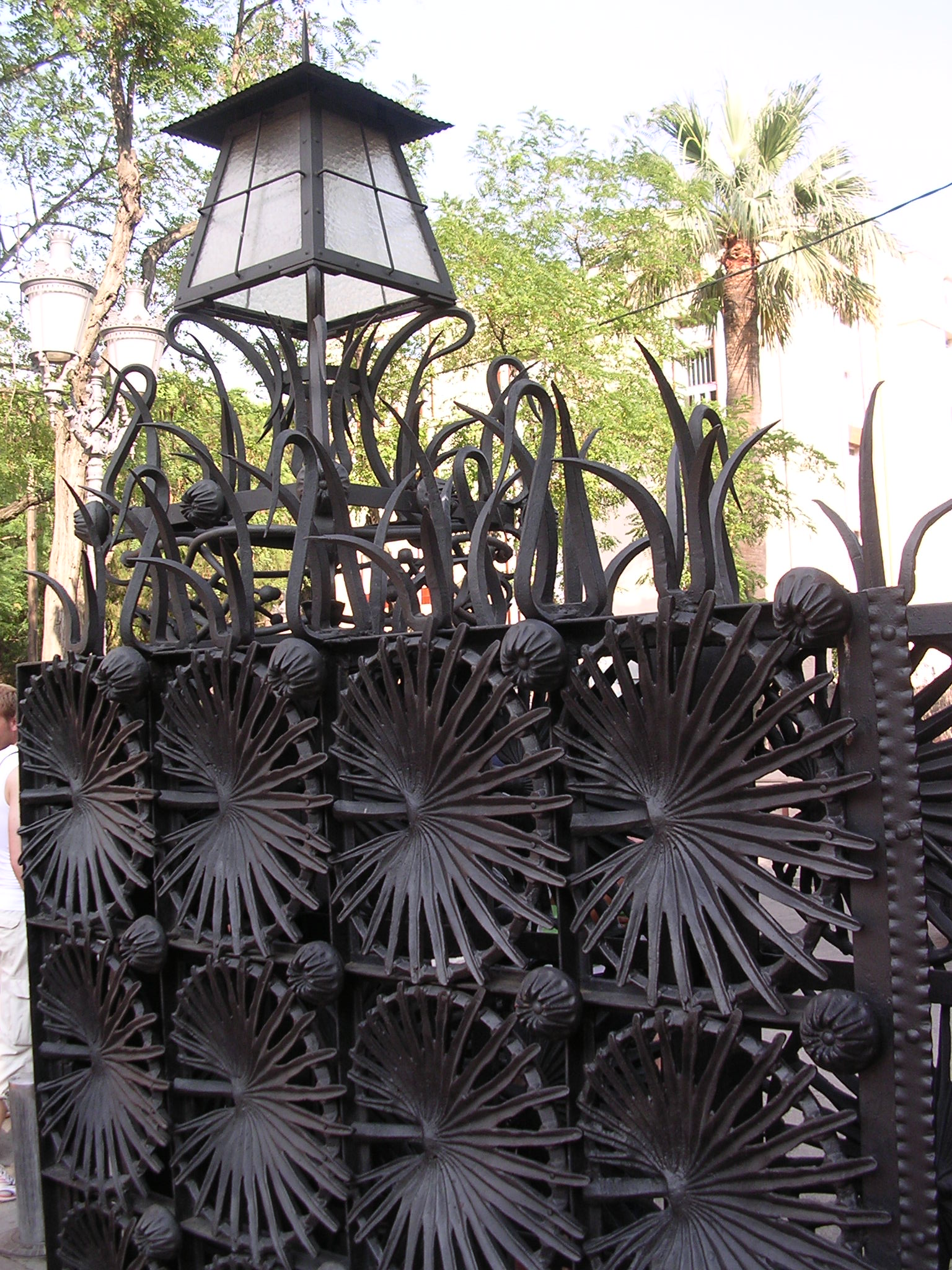
Détail de la grille d'entrée.